# 449
449（四百四十九、よんひゃくよんじゅうきゅう）は、自然数また整数において、448の次で450の前の数である。

## 性質
- 449は87番目の素数であり、1つ前は443、次は457。
  - 約数の和は450。
- 449 = 449 + 0 × ω (ωは1の虚立方根)
  - a + 0 × ω (a > 0) で表される45番目のアイゼンシュタイン素数である。1つ前は443、次は461。
- 449 = 79 + 83 + 89 + 97 + 101
  - 5つの連続する素数の和である。1つ前は421、次は473。
- 449番目の素数：3169
- 61番目の陳素数である。1つ前は443、次は461。
- 4 と 9 を使った最小の素数である。次は499。(オンライン整数列大辞典の数列 A020466)
  - a = 4 、b = 9 のときの a…ab の形で表せる33番目の素数である。1つ前は443、次は557。(オンライン整数列大辞典の数列 A062353)
  - 4…49 の形の最小の素数である。次は44449。(オンライン整数列大辞典の数列 A093402)
- すべての桁が合成数である24番目の数である。1つ前は448、次は464。(オンライン整数列大辞典の数列 A029581)
  - すべての桁が合成数で素数になる2番目の数である。1つ前は89、次は499。(オンライン整数列大辞典の数列 A051416)
- 449番目のフィボナッチ数

F 449 = 3061719992484545030554313848083717208111285432353738497131674799321571238149015933442805665949
は18番目のフィボナッチ素数である。1つ前は433、次は509。(オンライン整数列大辞典の数列 A001605)
- 449 = 2 × 152 − 1
  - x = 15 のときの チェビシェフ多項式T 2(x) = 2x 2 − 1 の値とみたとき1つ前は391、次は511。(オンライン整数列大辞典の数列 A056220)
- 4492 - 1 = 448 × 450 = 201600 = 27 × 32 × 52 × 7
  - n 2 - 1 を割り切る最大の素数が7である14番目の数である。1つ前は251、次は4801。(オンライン整数列大辞典の数列 A181449)
    - 449より大きい数は 4801, 8749 だけが知られている。

- 高度合成数でも超過剰数でもある数は449個ある。その最小の数は 1 で、最大の数は

6673677805609568153080220113289093737608697348112335683143355114958436572669652057828038735276428369020778066916839412571610096354615871011364980958080000 である。(オンライン整数列大辞典の数列 A166981)

## その他 449 に関連すること
- 西暦449年
- 紀元前449年